# Universidad de los Emiratos Árabes Unidos
Universidad de los Emiratos Árabes Unidos (en Árabe: جامعة الإمارات العربية المتحدة) fue establecida en 1976, y es la más antigua de las tres instituciones de educación superior patrocinadas por el gobierno de Emiratos Árabes Unidos comparada con Higher Colleges of Technology y Zayed University. Está localizada en Al Ain, Emiratos Árabes Unidos.  
La universidad mantiene un estricto criterio de admisión, solo aceptan a ciudadanos emiratíes, a diferencia de otras universidades multiétnicas en el país.

## Ubicación
La universidad está localizada en la ciudad de Al Ain, un oasis en la ciudad de Abu Dhabi aproximadamente a 140 km al este de la ciudad capital.

## Misión
Universidad de los Emiratos Árabes Unidos es la primera universidad nacional cuya misión es satisfacer las necesidades educativas y culturales de la sociedad de los Emiratos Árabes Unidos, proporcionando programas y servicios de la más alta calidad. Contribuye a la expansión del conocimiento mediante la realización de investigación de calidad y mediante el desarrollo y aplicación de la tecnología de la información. Desempeña un papel significativo en la dirección de desarrollo cultural, social y económico en el país.

## Facultades
La universidad cuenta con las siguientes facultades:
- Facultad de Humanidades y Ciencias Sociales
- Facultad de Ciencias
- Facultad de Educación
- Facultad de Ciencias Económicas y Empresariales
- Facultad de Derecho
- Facultad de Agricultura y la Alimentación
- Facultad de Ingeniería
- Facultad de Medicina y Ciencias de la Salud
- Facultad de Ingeniería
- Facultad de Tecnologías de la Información

- Unidad de Requisitos Generales de la Universidad

## Investigación
Universidad de los Emiratos Árabes Unidos también participa en numerosas investigaciones y proyectos de desarrollo. En el año 2003, la Universidad firmó una cooperación científica con Universidad de California en Davis para reforzar su papel de impulsar el sector de investigación y desarrollo en los Emiratos Árabes Unidos.